# Ісангел
Ісангел — місто у Вануату.

## Географія
Розташований на острові Танна, він є адміністративним центром провінції Тафеа.

## Населення
У місті проживає близько 1200 жителів, більшість з них меланезійці; Основними мовами регіону є мова ленакель та національна мова біслама, англійська креольська мова.